# فريزي (تشناران)
فريزي (بالفارسية: فریزی) هي قرية تقع في قسم غلمكان الريفي (مقاطعة تشناران) في إيران. يقدر عدد سكانها بـ 388 نسمة بحسب إحصاء 2016.